# Hernando Bohórquez
Bohórquez  Sánchez est un nom espagnol. Le premier nom de famille, en général paternel, est Bohórquez ; le second, en général maternel, souvent omis, est Sánchez.
Hernando Bohórquez Sánchez, né le 22 juin 1992 à Úmbita, est un coureur cycliste colombien.

## Palmarès
- 2012
  - 2e et 5e étapes du Tour de Colombie espoirs
  - 7e du championnat du monde sur route espoirs
- 2013
  - 3e du championnat de Colombie du contre-la-montre espoirs
  - 5e du championnat panaméricain sur route espoirs
- 2014
  - 5e étape de la Vuelta al Valle del Cauca
  - 3e de la Vuelta al Valle del Cauca
  - 3e du championnat de Colombie sur route espoirs
  -  Médaillé de bronze du championnat panaméricain sur route espoirs
  - 3e du Tour de Colombie espoirs
  - 7e du championnat du monde sur route espoirs
- 2015
  - Prologue de la Vuelta a Cundinamarca
  - 2e de la Clásica de El Carmen de Viboral
  - 3e de la Clásica de Rionegro
  - 3e du championnat de Colombie du contre-la-montre
  - 3e de la Vuelta a Cundinamarca
- 2018
  - Classement général de la Clásica de El Carmen de Viboral
  - 2e du Tour du lac Qinghai
- 2022
  - 2e étape de la Vuelta a Boyacá
  - 2e du Tour de Colombie
  - 3e de la Clásica de Rionegro

## Résultats sur les grands tours

### Tour d'Espagne
1 participation
- 2017 : 93e

## Classements mondiaux
| Année                                 | 2012 | 2013 | 2014 | 2015 | 2016  | 2017  | 2018  | 2019  | 2020  | 2021 | 2022  |
| ------------------------------------- | ---- | ---- | ---- | ---- | ----- | ----- | ----- | ----- | ----- | ---- | ----- |
| Classement mondial                    |      |      |      |      | 2177e | 1952e | 463e  | 3003e | 1502e | nc   | 1307e |
| UCI Europe Tour                       | 673e | nc   | 605e | nc   | 1441e | 1240e | 1508e |       |       |      |       |
| UCI Asia Tour                         | nc   | nc   | nc   | nc   | nc    | nc    | 25e   |       |       |      |       |
| UCI America Tour                      | nc   | 138e | 93e  | 434e | nc    | nc    | nc    | 499e  | 140e  | nc   | 171e  |
|                                       |      |      |      |      |       |       |       |       |       |      |       |
| Légende : nc = non classéSource : UCI |      |      |      |      |       |       |       |       |       |      |       |